# Solveig Dommartin
Solveig Dommartin (Constantina, Argelia, 16 de mayo de 1961 - París, 11 de enero de 2007) fue una actriz francesa

## Biografía
De origen francés pero nacida en Constantina, Argelia el 16 de mayo de 1961 debido a los viajes de su padre que era ingeniero civil.
Pareja sentimental del director alemán Wim Wenders, fue también guionista y directora de un cortometraje If There Were a Bridge (1998).
Falleció el 11 de enero de 2007, víctima de una crisis cardíaca a los 45 años de edad.

## Filmografía
- Blonde Woman (1994)
- I Can't Sleep (1994)
- ¡Tan lejos, tan cerca! (1993), Marion
- Until the End of the World (1991), Claire Tourneur
- No Fear, No Die (1990), Toni
- The Prisoner of St. Petersburg (1990), Jeanne
- El cielo sobre Berlín (1987), Marion